# Oberá megye
Oberá egy megye Argentína északkeleti részén, Misiones tartományban. Székhelye Oberá.

## Népesség
A megye népessége a közelmúltban a következőképpen változott:
| Év   | Lakosság |
| ---- | -------- |
| 2001 | 95 064   |
| 2010 | 107 501  |